# Bengt Fosshag

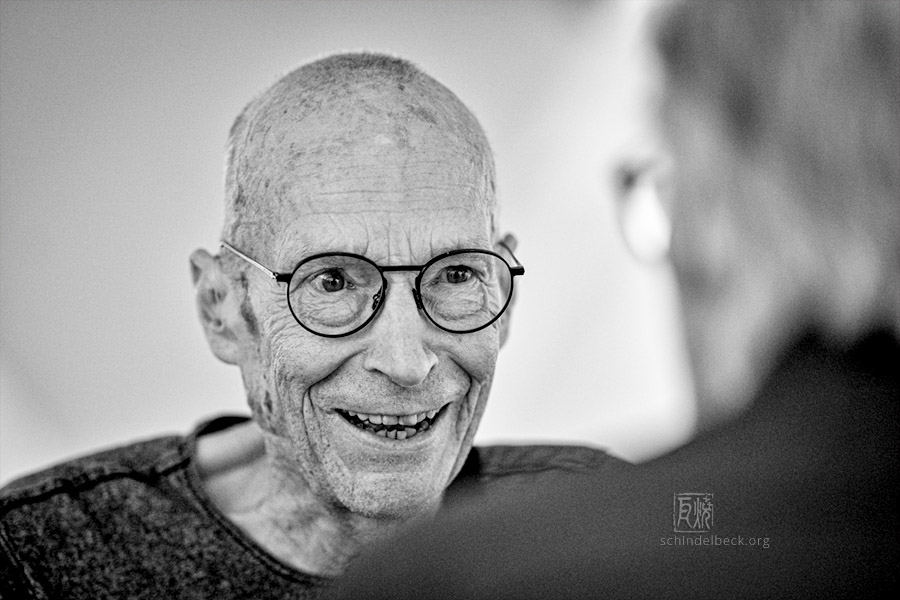
Bengt Fosshag (August 2024, Rüsselsheim)

Bengt Fosshag, eigentlich Bengt Foßhag, (* 1940) ist ein deutscher Grafikdesigner und Illustrator. Bekannt wurde er unter anderem durch den Rosaroten Elefanten aus der DB-Werbung der 1980er-Jahre sowie in letzter Zeit durch seine Buchillustrationen für eine erfolgreiche Reihe von Krimi-Kurzgeschichten.

## Leben
Bengt Fosshag (Foßhag) wuchs zusammen mit seiner Schwester und seinen zwei Cousinen bei seiner Tante in der Vogelsberg-Region auf. Sein Vater war im Krieg gefallen, seine Mutter zwei Jahre danach gestorben. Sein Großvater, der Königstädter Lehrer und Heimatforscher Adam Foßhag (1879–1956), weckte in ihm die Begeisterung für fremde Kontinente und insbesondere für Afrika. Fosshags künstlerisches Talent wurde von seinem Onkel, einem Hobbymaler und Mitglied einer Frankfurter Künstlergruppe, erkannt und gefördert. Seit seiner Einschulung ist er in Rüsselsheim ansässig.
Fosshag studierte Grafikdesign an der Werkkunstschule in Offenbach am Main. Nach seinem Studium arbeitete er bei Werbeabteilungen und Studios in Wiesbaden und Offenbach sowie als Automobildesigner bei Opel in Rüsselsheim. Danach war er als Art Director bei verschiedenen Werbeagenturen tätig.
Seit 1983 arbeitet Fosshag als freier Grafiker, Grafikdesigner und Illustrator, wobei er langjährig ein eigenes Atelier in Frankfurt am Main betrieb. Er erstellte zahlreiche Illustrationen und Vignetten, wie für Zeitungen, Zeitschriften und sonstige Publikationen. Außerdem schuf er Buchillustrationen für mehrere Bücher, wie für Kinder- und Jugendbücher sowie für eine Reihe von Anthologien des Herausgeber-Duos Andrea C. Busch und Almuth Heuner mit Krimi-Kurzgeschichten. Die im Hildesheimer Gerstenberg Verlag erschienene Krimi-Reihe fand, nicht zuletzt durch Fosshags mehrfach prämierte Illustrationen, viel Anklang beim Publikum. Die Reihe wurde teils in achter Auflage herausgegeben und einzelne Bücher der Reihe erschienen auch in Polen, Estland und der Schweiz, als Übersetzungen ins Französische bzw. in die jeweilige Landessprache.
Zu seinen Auftraggebern gehören unter anderem Zeitungsverlage wie die F.A.Z. (Vignetten für Artikel in der Frankfurter Allgemeinen Sonntagszeitung), Buchverlage wie der Gerstenberg Verlag, der Verlag Herder und der Eichborn Verlag, sowie Institutionen und Unternehmen, wie beispielsweise die Volkshochschule Rüsselsheim, die Naturjugend im Naturschutzbund (NAJU) und die Frankfurter Volksbank.
Darüber hinaus schuf er freie Arbeiten als Grafikdesigner und Grafiker. In seiner Heimatstadt Rüsselsheim hatte er unter anderem Ausstellungen beim Kunstverein Rüsselsheim, in der Rathaus-Rotunde und in der Opel-Werkshalle „A1“. Fosshag engagiert sich im kulturellen Bereich in Rüsselsheim und im 1956 nach Rüsselsheim eingemeindeten Königstädten; unter anderem ist er Mitinitiator der Reihe „illust_ratio“, gesamtverantwortlich für die Illustrationen der „Rüsselsheimer Edition“ sowie Mitherausgeber der „Königstädter Chronik“.
Für seine Arbeiten erhielt Fosshag mehrere Auszeichnungen und Prämierungen. Als seine bekannteste Illustration gilt der Rosarote Elefant, mit dem die Deutsche Bundesbahn in den 1980er-Jahren für Reisen mit der Eisenbahn warb (Rosarote Wochen).
Daneben ist Fosshag als Sammler von Stammeskunst aus Afrika und Asien bekannt. Unter anderem sammelt er Exponate wie Couscous-Gefäße aus Tunesien, Wachlöwen aus Sri Lanka sowie aus Ostindien stammende Lauteninstrumente, sarindas und einsaitige dhodro banams, über die er auch Fachaufsätze publizierte.
Bengt Fosshag lebt in Rüsselsheim am Main, wo er heute auch sein Atelier hat.

## Ausstellung
Das Museum Rietberg in Zürich zeigt vom 5. September 2014 bis zum 9. August 2015 die Ausstellung „KLANG | KÖRPER“ mit Saiteninstrumenten aus Indien. Die Ausstellung zeigt etwa 80 der schönsten Instrumente aus der Sammlung Fosshag.

## Auszeichnungen (Auswahl)
- 2008: Kulturpreis der Stadt Rüsselsheim[6]
- Deutscher Designer Club Preis. (in Silber), vom DDC (für die Buchillustrationen beim Weihnachtsbuch. Einfach und Gut) 2003.
- 2002: Art Directors Preis (in Gold), vom Art Directors Club (für die Buchillustrationen bei Mord im Grünen)
- Deutscher Designer Club Preis. (in Silber), vom DDC (für die Buchillustrationen bei Mord im Grünen) 2002.
- 1988: Silberner Löwe, Cannes
- 1985: EFFIE (in Gold), vom GWA (für den Rosaroten Elefanten in der DB-Werbung)
- 1980, 1981, 1982, 1983: Golden Award of Montreux, Montreux (jeweils für Vignetten für die Wirtschaftswoche)

## Buchillustrationen
- Andrea C. Busch, Almuth Heuner (Hrsg.): Mord im Grünen. 4. Auflage. (1. Auflage der erw. Auflage), Gerstenberg Verlag, Hildesheim 2007, ISBN 978-3-8369-2574-7.
- Andrea C. Busch, Almuth Heuner (Hrsg.): Mord im Weinkeller. Gerstenberg Verlag, Hildesheim 2007, ISBN 978-3-8369-2582-2.
- Andrea C. Busch, Almuth Heuner (Hrsg.): Mord zwischen Messer & Gabel. 8. Auflage. (5. Auflage der erw. Ausg.), Gerstenberg Verlag, Hildesheim 2007, ISBN 978-3-8369-2522-8.
- Andrea C. Busch, Almuth Heuner (Hrsg.): Mord im Grünen. 1. Auflage. Gerstenberg Verlag, Hildesheim 2001, ISBN 3-8067-2519-5.
- Almuth Heuner (Hrsg.): Mord in der Kombüse. 1. Auflage. Gerstenberg Verlag, Hildesheim 2005, ISBN 3-8067-2562-4.
- Andrea C. Busch, Almuth Heuner (Hrsg.): Mord zwischen Lachs und Lametta. Erw. und überarb. Neuausg., Gerstenberg Verlag, Hildesheim 2005, ISBN 3-8067-2563-2. (Früher: Mord zum Dessert. 2003)
- Bengt Fosshag: Darwin-Inseln. Das Scheufelen-Skizzenbuch nach einer Idee von Bengt Fosshag und Peter Hessler. Agentur für Corporate Communication, Frankfurt am Main 2003, DNB 970103190. (Cartoons)
- Andrea C. Busch, Almuth Heuner (Hrsg.): Mord zum Dessert. 1. Auflage. Gerstenberg Verlag, Hildesheim 2003, ISBN 3-8067-2542-X.
- Wolfram Hänel: Der Tag, an dem Lehrer Roth verschwand. Ein Fall für Paul und Prinzessin. Gerstenberg Verlag, Hildesheim 2001, ISBN 3-8067-4927-2.
- Andrea C. Busch, Almuth Heuner (Hrsg.): Mord zwischen Messer & Gabel. 1. Auflage. Gerstenberg Verlag, Hildesheim 2001, ISBN 3-8067-2522-5.
- Andrea C. Busch, Almuth Heuner (Hrsg.): Bei Ankunft Mord. 1. Auflage. Gerstenberg Verlag, Hildesheim 2000, ISBN 3-8067-2506-3.